# Фридберг, Сидней Джозеф
Сидней (Сидни) Джозеф Фридберг (англ. Sydney Joseph Freedberg; 11 ноября 1914, Бостон — 6 мая 1997, Вашингтон) — американский историк искусства и куратор выставок, специализирующийся на итальянской живописи эпохи Возрождения.

## Биография
Фридберг родился в Бостоне, Массачусетс, США, и учился в Бостонской латинской школе (Boston Latin School). В 1939 году он окончил Гарвардский колледж и годом позже получил докторскую степень. Одним из его наставников был Бернард Беренсон. С 1954 по 1983 год Фридберг преподавал историю изобразительного искусства в Гарвардском университете. К моменту выхода на пенсию в 1983 году он занимал должность профессора изобразительных искусств имени Артура Кингсли Портера в Гарварде. После ухода с преподавательской работы с 1983 по 1988 год он занимал должность главного куратора Национальной галереи искусствa в Вашингтоне, округ Колумбия.
Во время Второй мировой войны Фридберг рисковал подвергнуться дисциплинарному взысканию, отказавшись по соображениям совести работать над разведывательной информацией о Риме. Позже он скажет: «Я беспокоился, что собранная мной информация может быть использована в военной операции против этого города», что может привести к непоправимому ущербу произведениям искусства. Несмотря на это решение, за свой вклад в военные действия он был удостоен звания почётного кавалера Ордена Британской империи (военная часть).
В ноябре 1966 года, после разрушительных наводнений в Италии, Фридберг занимал должность национального вице-председателя (1966—1974) Комитета спасения итальянского искусства. В 1970 году Фридберг вошёл в совет директоров организации «Спасём Венецию» (Save Venice), одним из основателей которой он был.
За вклад в сохранение и глубокое понимание итальянского искусства и культуры Фридберг в 1968 году был удостоен звания Великого офицера Ордена Звезды Солидарности (Италия), а в 1982 году — Великого офицера Ордена «За заслуги перед Итальянской Республикой». В 1986 году он также был удостоен почётных наград от Общества «Атенео Венето» и Академии Клементина в Болонье. Годом позднее Фридберг вошёл в состав Консультативного совета Музеев Ватикана по реставрации Сикстинской капеллы (занимая должность президента с 1990 по 1993 год). В 1995 году ему была присуждена Международная премия имени Галилео Галилея. В 1988 году он был награжден Национальной медалью искусств.

## Основные публикации
- Freedberg, Sydney J. (1950). Parmigianino: His works in painting. Cambridge, MA: Harvard University Press.
- Freedberg, Sydney J. (1961). Painting of the High Renaissance in Rome and Florence. Cambridge University Press/Harper & Rowe. ISBN 978-0-06-430013-1.
- Freedberg, Sydney J. (1963). Andrea del Sarto. Cambridge, MA: Harvard University Press.
- Freedberg, Sydney J. (1993) [1971]. Painting in Italy, 1500—1600 (3rd ed.). New Haven, CT: Penguin/Yale University Press. ISBN 0-300-05587-0.
- Freedberg, Sydney J. (1995). Polish nationalist thought in exile, 1831—1848. Cambridge, MA: Harvard University Press.